# Idisslare
Idisslare (Ruminantia) är en underordning till ordningen partåiga hovdjur (Artiodactyla). 

## Kännetecken

### Mage och tarmkanalen
En idisslares mest utmärkande kännetecken är att dess mage består av tre eller fyra avdelningar: våm, nätmage, bladmage och löpmage. De som endast har tre avdelningar saknar bladmagen. 

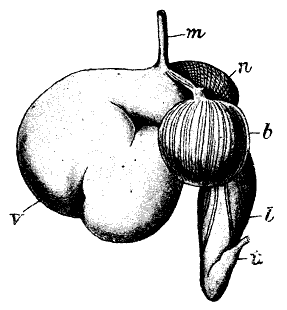
Mage hos idisslare

Våmmen (v i bilden) är som en utstjälpning av matstrupen (m). Från det ställe där matstrupen mynnar i våmmen går ett slemhinneveck som sträcker sig genom nätmagen (n) till bladmagens början. Detta veck utgör den så kallade struprännan som vid ungens diande reflexmässigt sluts till ett rör. Mjölken går då direkt från matstrupen ner till löpmagen. Bladmagen (b) saknar liksom våmmen och nätmagen körtlar och utmärks av att dess slemhinna bildar stora blad. Löpmagen har en mjuk slemhinna och körtlar. Den endast obetydligt tuggade födan kommer först in i våmmen och nätmagen. Där blir maten bearbetad av mikroorganismer. 
När födan sväljs för andra gången går den rakt ned i bladmagen. Här pressas en stor del av födoämnenas flytande beståndsdelar ut och får passera in i löpmagen, där de absorberas. Bladmagen fungerar också som sönderdelningsapparat. Hos unga och späda djur är våmmen och nätmagen små och mjölken kommer nästan omedelbart in i löpmagen. 
Tarmkanalen är mycket lång och med stor blindtarm. Hos fåret är tarmkanalen till exempel tjugoåtta gånger längre än kroppen. Tjocktarmen bildar en spiral.
Idisslarnas sätt att tugga födan två gånger kallas för att idissla och har gett upphov till deras namn.

### Tänder
Tänderna är av fyra typer: framtänder, hörntänder, premolarer och molarer. I överkäken saknas dock vanligen både framtänder och hörntänder. Framför kindtänderna finns en stor tandlucka. Framtänderna och de undre hörntänderna är nästan spadformiga, med skarpt skärande egg, och används i tillsammans med överkäkens broskartade valk för att klippa av de växter som betas. Överkäkens fram- och hörntänder är kägelformiga och på några få arter är hörntänderna utskjutande. Kindtänderna är sammansatta eller strecktecknade och har emaljveck och cement på tuggytan. När idisslarna tuggar förs underkäken växelvis åt båda sidorna, vilket möjliggörs genom att ledknapparnas yta är flat.

### Utseende
De flesta idisslarna är smärta (mera sällan klumpigt byggda) djur. De är stora eller mellanstora jämfört med andra däggdjur, endast några få riktigt små arter finns ( t.ex. dvärgmyskdjur. Huvudet är jämförelsevis litet, med långsträckta käkar och bred panna, som (särskilt hos hannarna) ofta har enkla eller greniga horn. Ögonen är stora, öronen stora och upprätta, nosen kort, läpparna mycket rörliga. Halsen är lång och ganska rörlig. Extremiteterna är än långa, än medelmåttiga, dels finare, dels grövre, med nästan alltid sammansmälta och mycket förlängda mellanhands- och mellanfotsben. Den sista tåleden omsluts av en klöv. De flesta arterna har också rudiment av två sidotår, som sticker ut som lättklövar. Pälsen är tät och ligger tätt an mot kroppen. Den är mjuk och glatt, ullig eller krusig. På hakan och halsen, ryggen, bogarna och svansspetsen är håret ofta förlängt till en man eller tofsar.

## Utbredning
Idisslarna finns naturligt i alla områden i världen utom Australien, Polynesien och Antarktis. Även till Australien och Polynesien har införts åtskilliga tama arter av denna grupp. Den största spridningen har nötkreatur, hjortdjur och gaffelantiloper. Den minsta spridningen har giraffdjur och myskhjortar. 

## Levnadssätt
Idisslarnas föda utgörs av många olika slags växter. Nästan alla idisslare har flyktbeteende och är snabba. Många lever i hjordar, alla i sällskap. Somliga hör hemma i bergstrakter, andra i slättbygder, några få i blöta lågländer. 
Idisslarna lever polygamt och honan föder en, sällan två eller tre (en art dock fem till sex) ungar. 

## Idisslare och människor
Flera arter har blivit tämjda redan i uråldriga tider och är till mycket stor nytta för människan som dragdjur eller lastdjur och genom sitt kött, fett, hår och skinn, sin mjölk med mera. De är lydiga, tåliga och förnöjsamma och för många jordbrukare och nomader helt oumbärliga. Vissa mikrober i idisslarnas mag-tarmsystem bildar vitamin B12 som förs vidare i näringskedjan och är av avsevärd betydelse för människors tillförsel av detta vitamin. 
Även de vilda arterna är till mycket större nytta än den skada de förorsakar, och har varit eftertraktade jaktbyten.

## Systematik
Idisslare delas vanligen i två grupper:
- Mushjortar (Tragulidae), är den mest ursprungliga gruppen i underordningen. Arterna saknar bladmage.
- Pecora, kännetecknas av en mage med fyra kamrar. Dessutom har hannar och hos en del arter även honor horn på huvudet. Djurgruppen består av fem familjer.
  - Hjortdjur (Cervidae)
  - Slidhornsdjur (Bovidae)
  - Giraffdjur (Giraffidae)
  - Myskhjortar (Moschidae)
  - Gaffelantiloper (Antilocapridae)

## Djur med liknande matsmältningssystem
Det förekommer en del djurgrupper som oberoende utvecklade en mage med flera kamrar. Till dessa räknas kameldjur, flodhästar, navelsvin, sengångare, langurer och kängurudjur. Även fågeln hoatzin har en liknande matsmältningsapparat men här är en del av djurets kräva ombildat till förmage.
Valar är släkt med flodhästar och har ärvt förfädernas mage med flera kamrar. Å andra sidan idisslar valar inte då de har animaliska ämnen som föda. Gråvalar, grönlandsval och vikval får hjälp av bakterier för att bryta krilldjurets kitinpansar.